# Ventrifossa misakia
Ventrifossa misakia är en fiskart som först beskrevs av Jordan och Gilbert, 1904.  Ventrifossa misakia ingår i släktet Ventrifossa och familjen skolästfiskar. Inga underarter finns listade i Catalogue of Life.